# カルガーテ
カルガーテ（伊: Carugate）は、イタリア共和国ロンバルディア州ミラノ県にある、人口約16,000人の基礎自治体（コムーネ）。

## 地理

### 位置・広がり

#### 隣接コムーネ
隣接するコムーネは以下の通り。括弧内のMBはモンツァ・エ・ブリアンツァ県所属を示す。
- アグラーテ・ブリアンツァ (MB)
- ブルゲーリオ (MB)
- ブッセロ
- カポナーゴ (MB)
- チェルヌスコ・スル・ナヴィーリオ
- ペッサーノ・コン・ボルナーゴ

### 地震分類
イタリアの地震リスク階級 (it) では、3 に分類される
。